# Prêmio de Pesquisa Philip Morris
O Prêmio de Pesquisa Philip Morris (em alemão:  Philip Morris Forschungspreis) foi um prêmio da Alemanha concedido de 1983 a 2007. Inicialmente concedido diretamente pela filial alemã da indústria de cigarros Philip Morris International, foi concedido a partir de 1988 pela Fundação Philip Morris, criada especialmente para este prêmio. Até 2005 foram condecorados 93 projetos com mais de 165 laureados. Foram reconhecidos com o prêmio trabalhos científicos de destaque.
Críticos acusaram a Fundação Philip Morris de usar o prêmio como subterfúgio para polir sua imagem. Em 2006 ocorreu pela primeira vez uma manifestação pública contra o prêmio, da qual participaram diversas organizações de saúde e estudantis. O Centro de Pesquisa do Câncer da Alemanha adotou em 2005 um código de ética contra o patrocínio pela indústria do tabaco, que foi adotado por diversas instituições científicas.

## Recipientes
1983 |
1984 |
1985 |
1986 |
1987 |
1988 |
1989 |
1990 |
1991 |
1992 |
1993 |
1994 |
1995 |
1996 |
1997 |
1998 |
1999 |
2000 |
2001 |
2002 |
2003 |
2004 |
2005 |
2006 |
2007
1983: 
- Arnulf Herweg (tecnologia de vídeo analógico)
- Wolfgang Schröder (pesquisa biotópica)
- Werner Weiland (planejamento familiar)
- Eugen Zink (saneamento do solo)

1984: 
- Johann Hinken (tecnologia integrada de guia de ondas)
- Günther W. Jörg (Ecranoplano)
- Barry L. Mordike (reciclagem de metais)
- Frederic Vester (pesquisa comportamental)

1985: 
- Ernst Bayer e Mohammed Kutubuddin (reciclagem de lamas de ETAs)
- Paul Christian (tecnologia de emissão)
- Karl-Heinz Krahn (tecnologia laser)
- Bernd Lüchtrath (desenvolvimento de materiais)

1986: 
- Ralf Hinkel (tecnologia laser)
- German Müller (descontaminação)
- Erich Pöhlmann e Bernd Stoy (tecnologia solar)
- Günter Rochelt (aeronaves ultraleves)

1987: 
- Hanspaul Hagenmaier (catálise de dioxinas e furenos)
- Christian Wandrey e Alexander Aivasidis (tratamento de águas residuais)
- Jürgen Wolfrum (pesquisa sobre combustão)
- Konrad Zuse (tecnologia computacional)

1988: 
- Irenäus Eibl-Eibesfeldt (etologia humana)
- Reinhold Ficht (tecnologia de motores)
- Anton Heuberger (litografia de raios X)
- Ivar Karl Ugi (química computacional)

1989: 
- Peter Andresen (pesquisa sobre combustão)
- Ludwig Elsbett (tecnologia de motores)
- Friedhelm Korte (química ecológica)
- Gerhard Wegner (Chemiker) (química de polímeros)

1990: 
- Karlheinz Ballschmiter (analítica do meio-ambiente)
- Michael Buchstaller, Michael Mohr e Roland Mohr (tecnologia computacional)
- Thomas Just (pesquisa sobre combustão)
- Klaus von Klitzing (elementos básicos da estrutura quântica)

1991: 
- Alex Faller (helicóptero a reação)
- Gundolf Kohlmaier (pesquisa climática ecosistêmica)
- Axel Richter (tecnologia de microsistemas)
- Jürgen Warnatz (pesquisa sobre combustão)

1992: 
- Kurt Ammon (matemática e ciência da computação)
- Will Minuth (biologia celular)
- Alexander Steinbüchel, Gerhard Gottschalk e Hans Günter Schlegel (microbiologia aplicada)
- Sándor K. Szabó e Miklós Illés (tecnologia de extinção de incêndios em campos petrolíferos)
- Michael Zoche (tecnologia de motores)

1993: 
- Ursula Erhardt (analítica imunológica quantitativa)
- Norbert Hampp, Dieter Oesterhelt e Christoph Bräuchle (materiais de armazenamento óptico)
- Wolfgang M. Heckl (nanotecnologia)
- Gunter Schänzer (navegação de precisão)

1994: 
- Hans Jürgen Bestmann (pesquisas com feromônios)
- Harald Fuchs e Thomas Schimmel (nanotecnologia)
- Wolfgang Heimberg e Wolfram Hellmich (tecnologia de motores)
- Meinhard Knoll (microsensores)

1995: 
- Christoph Böhm (nanotecnologia)
- Peter Schuster (biotecnologia evolutiva)
- Diethard Tautz (biologia molecular)
- Gisbert Winnewisser e Rudolf Schieder (pesquisa espacial)

1996: 
- Markus Böhm (sensores de imagem digital)
- Rainer Hintsche (microsensores)
- Albrecht Melber (reciclagem térmica a vácuo)
- Klaus Möbius, Thomas F. Prisner e Martin Rohrer (pesquisas sobre a fotosíntese)

1997: 
- Ernst-Dieter Dickmanns (tecnologia de sistemas cognitivos)
- Klaus Müllen (eletrônica molecular)
- Volker Schönfelder (telescópio Compton)
- Thomas Weiland (eletrotécnica)

1998: 
- Dietrich W. Bechert (pesquisas sobre a turbulência)
- Uwe Hartmann (Physiker) (nanotecnologia)
- Theodor Hänsch (óptica quântica)
- Uwe Sleytr e Margit Sára (nanotecnologia molecular)
- Jürgen Zürbig (tecnologia de catalisadores)

1999: 
- Aleida Assmann (história)
- Wilhelm Barthlott e Christoph Neinhuis (biônica)
- Jochen Feldmann e Ulrich Lemmer (fotônica e eletrônica óptica)
- Michael Schanz, Christian Nitta e Thomas Eckart (fotônica e eletrônica óptica)
- Hans-Georg Weber (optoeletrônica e engenharia de comunicações)

2000: 
- Christophe Boesch (antropologia evolutiva)
- Peter Eck, Rolf Matzner e Changsong Xie (telecomunicações)
- Gustav Gerber, Thomas Baumert e Volker Seyfried (química laser do femtosegundo)
- Theodor Hänsch, Immanuel Bloch e Tilman Esslinger (óptica atômica)

2001: 
- Ralf Baumeister e Karl-Heinz Tovar (biologia)
- Bernd Roeck (urbanologia)
- Karin Schütze e Raimund Schütze (tecnologia laser)
- Erwin Suess (pesquisa marítmica)

2002: 
- Klaus J. Bade (pesquisa migratória)
- Peter Berthold (biologia evolutiva)
- Günter Fuhr (biotecnologia)
- Oliver Schmidt, Karl Eberle e Christoph Deneke (nanotecnologia)

2003: 
- Horst Kessler (química orgânica)
- August-Wilhelm Scheer (informática econômica)
- Harald Weinfurter e Christian Kurtsiefer (criptografia quântica)
- Roland Wiesendanger e Matthias Bode (microscopia magnética)

2004: 
- Peter Fromherz (tecnologia da neuro-information)
- Karl Martin Menten, Frank Bertoldi e Ernst Kreysa (astrofísica)
- Bernd Raffelhüschen (economia popular)
- Petra Schwille (biofísica)

2005: 
- Hanns Hatt (fisiologia celular)
- Ursula Keller (física do laser)
- Herfried Münkler (ciência política)
- Viola Vogel e Henry Hess (nanobiotecnologia)

2006: 
- Thomas Carell (biotecnologia)
- Hannah Monyer (neurobiologia)
- Bernhard Rieger e Gerrit Luinstra (química inorgânica)
- Joachim Ullrich e Robert Moshammer (física atômica e molecular, desenvolvimento do microscópio de reação)

2007: 
- Immanuel Bloch (física quântica)
- Sebastian Conrad (história)
- Patrick Cramer (bioquímica)
- Axel Ockenfels (economia)